# Domingos Jerónimo
Domingos Manuel Martins Jerónimo (1956) é um advogado e político português.

## Biografia
Licenciado em Direito pela Faculdade de Direito da Universidade de Lisboa, em 1978. Foi Subsecretário de Estado Adjunto do Ministro dos Negócios Estrangeiros, de 1992 a 1995. Entre 2002 e 2004 integrou o XV Governo Constitucional e o XVI Governo Constitucional, como Secretário de Estado da Presidência do Conselho de Ministros.